# ランチの女王
『ランチの女王』（ランチのじょおう）は、2002年7月1日から9月16日まで毎週月曜日21:00 - 21:54に、フジテレビ系の「月9」枠で放送された日本のテレビドラマ。主演は竹内結子。
洋食店「キッチンマカロニ」を舞台に、その店に現れた麦田なつみと鍋島四兄弟との恋模様や、その周囲に関わる人物達との交流を描いた笑いあり、涙ありの心温まるホーム・ラブコメディ。

## 出演

### キッチンマカロニ
麦田なつみ〈23〉
演 - 竹内結子（幼少期：谷村聡美）
本作の主人公。カフェで働いていたが、客であった健一郎から突然婚約者のふりをしてほしいと頼まれ、「キッチンマカロニ」を訪れる。明朗快活な性格。何よりもランチを毎日の生きがいとし、そのこだわりは専用のメモ帳をつけるほどの徹底ぶりである。幼い頃に生活苦のために父親に捨てられた過去を持つ。昔は不良グループの幹部クラスを務めていたが、修史に騙されて、知らずに覚醒剤を運んでいたことがトラウマとなっている。ドロップキックを得意技とし、過去にそのドロップキックで「巨体マサミツのあばらを折った」という武勇伝があるといった武闘派の一面も覗かせる。このことからも暴走族グループからは一目置かれており、女王的存在である。オムライスに関しては父親に連れて行ってもらった洋食店で食べたときと、修史に裏切られて傷心だったときに立ち寄った洋食店で食べたという思い出を持つ。「キッチンマカロニ」を気に入ったのか、勇二郎との勝負に負けた健一郎が店の金を持ち逃げした後、婚約者の健一郎を待つという理由の元で鍋島家に居座って、「キッチンマカロニ」で働くことになる。また、健一郎の行為が原因で勇二郎は「キッチンマカロニ」の閉店を決意したが、彼女の一言で踏み留まることとなった。基本怖いもの知らずだが、セミは大の苦手である。
鍋島純三郎〈23〉
演 - 妻夫木聡
鍋島家三男。純情で真っ直ぐな性格。「キッチンマカロニ」にやってきたなつみに想いを寄せる。男前の容姿で女性客からの人気がある。第4話で父・権造から「キッチンマカロニ」の伝統のデミグラスソースの味を守ることを一任される。
鍋島光四郎〈18〉
演 - 山下智久（当時ジャニーズJr.）
鍋島家四男。女好きでよく「キッチンマカロニ」に女友達を連れてくる。最初はやりたいことも見つからないので学校に行きながら遊んでいたが、権造の死をきっかけに店を手伝うようになる。最終話で戻ってきた健一郎に「コックさんになる」と宣言した。
牛島ミノル〈18〉
演 - 山田孝之
「キッチンマカロニ」の住み込みの見習い。真面目な性格で、日頃からフライパン捌きの練習を欠かさない。なつみと同じ高校の出身で、なつみの過去を知っている。トマトに恋心を抱き、最終話では見事付き合うことになる。
川端守〈46〉
演 - 田窪一世
「キッチンマカロニ」の通いのコック。
鍋島権造〈62〉
演 - 若林豪（第1話 - 第7話・最終話）
鍋島兄弟の父親。「キッチンマカロニ」の大黒柱。毎日伝統のデミグラスソースを作っている。純三郎にソースを任せる。第6話でクモ膜下出血により急逝。
鍋島健一郎〈34〉
演 - 堤真一（第1話 - 第6話・第10話 - 最終話）（幼少期：久保田優輔〈第6話〉）
鍋島家長男。ランチを取っていたなつみを「キッチンマカロニ」に連れてきた張本人。気が弱く、お調子者。婚約者を連れて来たと皆に嘘をつき、なつみを置いたまま店の売上金を持って逃亡する。
鍋島勇二郎〈31〉
演 - 江口洋介（幼少期：広田亮平〈第6話〉）
鍋島家次男。長男・健一郎の代わりに店を切り盛りしている。売上金の管理は全て勇二郎がしている。いきなり来たなつみを最初は健一郎の婚約者ということもあり毛嫌いしていたが、接していくうちに恋心が芽生える。第11話でなつみにプロポーズするが、健一郎が戻ってきてメチャクチャになってしまう。威張り屋で口は悪い上に暴力的だが、実は繊細で一番頼りになる存在。

### キッチンマカロニの仕入先と客
塩見トマト〈25〉
演 - 伊東美咲
八百屋「しおみ」の看板娘。幼い頃から純三郎に恋心を抱いており、なつみなどの純三郎に近づく女性に対して嫉妬している。最終回ではミノルと付き合うことになる。
しずか
演 - 山口香織里（第2話・第3話・第5話・第7話・第10話・最終話）
友子
演 - 鷹城佳世（第2話・第3話・第5話・第7話・第10話・最終話）
絵里
演 - 篠崎はるく（第2話・第3話・第5話・第7話・第10話・最終話）
上記3名は「キッチンマカロニ」の常連客。

### 千葉県警察
亀田豪
演 - 小原雅人（第5話・第6話・第8話・第9話・第10話・最終話）
千葉県警察の刑事。
鶴野吉江
演 - 平栗あつみ（第5話・第6話・第8話・第9話・最終話）
千葉県警察の刑事。

### その他
酒井昂〈22〉
演 - 瑛太（第1話 - 第6話・第9話・第10話・最終話）
純三郎の友人。
山城秀美〈27〉
演 - 梅宮万紗子（第2話 - 第4話・第9話・第10話）
勇二郎とは友達以上恋人未満の関係を築いている人妻。夫から暴力を受け、顔に傷を負っている。夫の暴力に悩んで「キッチンマカロニ」を訪れ、泣きながらクリームコロッケを食べていたことがきっかけで勇二郎と知り合う。
飯田のり子〈21〉
演 - 森田敦子（第1話・第5話・第9話）
銀座のOL。純三郎に好意を持つ。
栗山ミキ
演 - 須藤寛子（第1話・第5話・第7話・最終話）
なつみの友達。
優美〈18〉
演 - 鈴木えみ（第2話・第4話・第5話・第6話・第8話・第10話・第11話）
光四郎のガールフレンド。
奈々江〈18〉
演 - 石井里弥（第2話・第5話・第8話・第10話・第11話）
光四郎の女友達。
アヤ〈18〉
演 - 高木麻依子（第2話・第4話・第5話・第10話・第11話）
優美の友達。ミノルに好意を持ち、告白するが断られた。
矢崎修史
演 - 森田剛（V6）（特別出演 / 第7話 - 第9話・第11話・最終話）
なつみの元彼。麻薬の売人を半殺しにして警察に追われている。不良達から「房総の修史」と呼ばれている。気が短く暴力的な性格で喧嘩に滅法強いが、なつみの幼少時の境遇を知っている唯一の人間であり、本当はなつみ想いで根は優しい。最終話でビーフカツレツを食べに「キッチンマカロニ」へと訪れるが、待ち伏せしていた警官隊によって逮捕される。しかし、その際になつみ、勇二郎、純三郎に「何年でも待っているから、食べに来い」と言われ、初めて他人の優しさと温もりに触れ、涙を流した。

### ゲスト
第1話
- 牧田店長 - 酒井敏也
- アイスコーヒーのおっさん - 大杉漣（最終話にも出演）

第2話
- 客 - キモサベポン太

第3話
- マギー - 桐谷健太（第8話にも出演）
- 谷口 - モロ師岡（第4話にも出演）
- 山城賢介 - 岡田浩暉（第10話にも出演）
- なつみを起こしたおじさん - 瀬戸陽一朗
- なつみと衝突したおじさん - 後藤康夫
- 谷口まり子（谷口の娘） - 井上結菜（第4話にも出演）
- OL - 伊藤留奈

第5話
- 小泉巡査 - 三井善忠（第9話にも出演）
- 勇二郎に叱られた店員 - 安田暁
- 塩見葱代（葱婆・トマトの祖母） - 花原照子（第9話にも出演）
- 島田（そば屋の当代） - 石橋保
- 江木 - 豊原功補（第6話・第7話にも出演）
- 中華ランチのOL - 桐子、山辺千恵里
- 一番乗りのOL - 椋名凜、北川智子
- のり子の両サイド - 吉岡彩、早川いずみ
- 健一郎に叩かれた店員 - 久保和明

第6話
- 最初は怪しかった客 - 濱近高徳
- 「おいしい」と言ったOL - 岡田文栄
- 水野千鶴 - 中島ひろ子
- 水野涼（千鶴の息子） - 鎌田拓充
- 大学生たち - 沢木雄次、結城良彦、原田直樹、齋藤真一、渡瀬恵美子、堀内絵里香、大森美穂、関ひろみ

第7話
- アイス売りの青年 - 上地雄輔
- カツアゲできなかった青年 - 渡辺卓、柘植亮二
- 佐々木敏明 - 石黒賢

第8話
- グルメなネコ - シュウ

第9話
- 「キック」でつかえたレポーター - 山田玲奈
- 猪瀬（「ちょいがけ」プロデューサー） - 伊藤正之
- サラダランチのウェイトレス - 戸田陽子
- 修史を裏切った仲間 - 樫村勲
- 台場テレビ取材スタッフ - 藤枝直人、宗像徹馬、谷部剛、江戸松徹、板垣宏一

第10話
- 柏木勝生 - 上田耕一（第11話にも出演）
- 若い刑事 - 井川修司
- 玄さん - 藤野栄治
- ジェニファーの声 - 山田玲奈

第11話
- 米田フユミ - 藤井佳奈（最終話にも出演）
- 桐島なぎさ - 佐藤江梨子
- ネギを抜き忘れたラーメン屋 - 真鍋尚晃

最終話
- 大畑敬三（刑事） - 大鷹明良
- 最後の客 - 中丸新将
- ミス日本橋・主催者 - 杉山忍
- ミス日本橋・出場者 - 国本真子、椋名凜、森田友美恵
- マカロニの典型的な客たち - 吉岡彩、広沢味希、森村玲子

## スタッフ
- 脚本 - 二木結希、武田樹里、大森美香[3]
- 音楽 - 吉俣良
- 演出 - 水田成英（フジテレビ）、川村泰祐、唐木希浩、白川士
- 主題歌 - スリー・ドッグ・ナイト（en:Three Dog Night）「ジョイ・トゥ・ザ・ワールド（喜びの世界）」[4]
- 挿入歌
  - Leyona「ジョイ・トゥ・ザ・ワールド（喜びの世界）」
  - 井上陽水「森花処女林」[5]
- 演出補 - 保原賢一郎
- デザイン - 根本研二
- プロデュース - 山口雅俊（フジテレビ）、現王園佳正（フジテレビ）
- 製作著作 - フジテレビ

## 放送日程
| 各話                                                           | 放送日        | サブタイトル                                             | 脚本              | 演出     | 視聴率 |
| -------------------------------------------------------------- | ------------- | -------------------------------------------------------- | ----------------- | -------- | ------ |
| 第1話                                                          | 2002年7月01日 | 恋するオムライス                                         | 二木結希          | 水田成英 | 21.9%  |
| 第2話                                                          | 2002年7月08日 | 登場！夏の恋の新メニュー                                 | 武田樹里          | 川村泰祐 | 18.5%  |
| 第3話                                                          | 2002年7月15日 | 涙の…クリーム・コロッケ                                  | 武田樹里 大森美香 | 唐木希浩 | 19.7%  |
| 第4話                                                          | 2002年7月22日 | チキンライスをキチンとね                                 | 大森美香          | 水田成英 | 18.8%  |
| 第5話                                                          | 2002年7月29日 | おかわり！ふっくらごはん                                 | 大森美香          | 川村泰祐 | 18.5%  |
| 第6話                                                          | 2002年8月05日 | 親父の最後のお子様ランチ                                 | 大森美香          | 唐木希浩 | 17.0%  |
| 第7話                                                          | 2002年8月12日 | ハンバーグ！昔の恋人!!                                   | 大森美香          | 水田成英 | 17.0%  |
| 第8話                                                          | 2002年8月19日 | カツ！危険で…悲しい過去                                  | 大森美香          | 川村泰祐 | 19.1%  |
| 第9話                                                          | 2002年8月26日 | 危険な元彼と恋のライバル                                 | 大森美香          | 白川士   | 17.7%  |
| 第10話                                                         | 2002年9月02日 | マジ!? 突然キスと恋の加速                                | 大森美香          | 水田成英 | 20.0%  |
| 第11話                                                         | 2002年9月09日 | 兄嫁にプロポーズ                                         | 大森美香          | 川村泰祐 | 17.5%  |
| 最終話                                                         | 2002年9月16日 | 地球上にランチがある理由 長男帰る！ 恋のバトルの勝者は？ | 大森美香          | 水田成英 | 21.2%  |
| 平均視聴率 19.1%（視聴率はビデオリサーチ調べ、関東地区・世帯） |               |                                                          |                   |          |        |

## 受賞
- 第34回ザテレビジョンドラマアカデミー賞[7][8]
  - 最優秀作品賞
  - 主演女優賞（竹内結子）
  - 助演男優賞（妻夫木聡）
  - 劇中音楽賞（吉俣良）
  - キャスティング賞

## 関連商品
- ランチの女王 オリジナルサウンドトラック（2002年8月7日）
- 『ランチの女王』直伝 洋食レシピ（2002年9月、ISBN 978-4594036775）
- ランチの女王 1 - 6 VHS（2002年12月4日）
- ランチの女王 DVD-BOX（2003年1月8日）

## その他
- 作品の内容上、キッチンでのシーンが多く、そのセットの中にキッチンマカロニの食材仕入れ先、及び仕入れ日が書かれた黒板が登場したが、その仕入れ先の一つに『スタアの恋』の登場人物が勤務していたサンマルコハムの名前が記載されているシーンがみられた。
- 2008年4月期にフジテレビ系列で放送された連続ドラマ『ラスト・フレンズ』では、林田が「キッチンマカロニ」の弁当を買ってシェアハウスに入ってくるシーンがある。